# پناهگاه حیات وحش جاسب
پناهگاه حیات وحش جاسب یک پناهگاه حیات وحش با مساحت ۱۷۲۷۳ هکتار است که در استان مرکزی در ایران قرار دارد. این پناهگاه حیات وحش طبق مصوبهٔ شمارهٔ ۵۹۷ در تاریخ ۱۳۸۱/۳/۲۱ در فهرست مناطق تحت حفاظت سازمان محیط زیست ایران قرار گرفت.